# 桃堂純
桃堂 純（とうどう じゅん、2月9日 - ）は、元宝塚歌劇団星組の男役。
東京都渋谷区、インターナショナルスクール出身。身長177cm。愛称は「たお」、「MOMO」。

## 来歴
2009年、宝塚音楽学校入学。
2011年、宝塚歌劇団に97期生として入団。入団時の成績は26番。星組公演「ノバ・ボサ・ノバ／めぐり会いは再び」で初舞台。
2012年、組まわりを経て星組に配属。
2021年7月28日、「マノン」（バウホール・KAAT神奈川芸術劇場公演）千秋楽をもって、宝塚歌劇団を退団。

## 人物
母はタレントで元女子プロレスチャンピオンのマッハ文朱である。

## 宝塚歌劇団時代の主な舞台

### 初舞台
- 2011年4 - 5月、星組『ノバ・ボサ・ノバ』『めぐり会いは再び』（宝塚大劇場のみ）

### 組まわり
- 2011年7 - 10月、月組『アルジェの男』『Dance Romanesque（ダンス ロマネスク）』

### 星組時代
- 2012年5 - 8月、『ダンサ セレナータ』『Celebrity』
- 2012年9月、『琥珀色の雨にぬれて』『Celebrity』（全国ツアー）
- 2012年11 - 2013年2月、『宝塚ジャポニズム〜序破急〜』『めぐり会いは再び2nd〜Star Bride〜』『Étoile de TAKARAZUKA（エトワール ド タカラヅカ）』
- 2013年3 - 4月、『宝塚ジャポニズム〜序破急〜』『怪盗楚留香（そりゅうこう）外伝-花盗人（はなぬすびと）-』『Étoile de TAKARAZUKA（エトワール ド タカラヅカ）』（中日劇場・台北国家戯劇院）
- 2013年5 - 8月、『ロミオとジュリエット』 - 新人公演：ジョン（本役：輝咲玲央）
- 2013年10月、『日のあたる方（ほう）へ』（ドラマシティ・日本青年館）
- 2014年1 - 3月、『眠らない男・ナポレオン-愛と栄光の涯（はて）に-』 - 新人公演：ミシェル（本役：輝咲玲央）
- 2014年5 - 6月、『太陽王〜ル・ロワ・ソレイユ〜』（東急シアターオーブ）
- 2014年7 - 10月、『The Lost Glory -美しき幻影-』 - 新人公演：ウィル・スミス（本役：鶴美舞夕）『パッショネイト宝塚!』
- 2014年11 - 12月、『風と共に去りぬ』（全国ツアー） - スタンレー
- 2015年2 - 5月、『黒豹（くろひょう）の如（ごと）く』 - 新人公演：フリオ（本役：麻央侑希）『Dear DIAMOND!!』
- 2015年6 - 7月、『キャッチ・ミー・イフ・ユー・キャン』（赤坂ACTシアター・ドラマシティ）
- 2015年8 - 11月、『ガイズ&ドールズ』 - 新人公演：ビッグ・ジュール（本役：十輝いりす）
- 2016年1月、『LOVE & DREAM』（東京国際フォーラム・梅田芸術劇場）
- 2016年3 - 6月、『こうもり』 - 新人公演：フランク（本役：十輝いりす）『THE ENTERTAINER!』
- 2016年6月、『Bow Singing Workshop〜星〜』（バウホール）
- 2016年8 - 11月、『桜華に舞え』 - 桂久武、新人公演：大久保一蔵（利通）（本役：夏美よう）『ロマンス!! (Romance)』
- 2017年1月、『燃ゆる風-軍師・竹中半兵衛-』（バウホール） - 荒木村重
- 2017年3 - 6月、『THE SCARLET PIMPERNEL（スカーレット ピンパーネル）』 - 公安委員、新人公演：アントニー・デュハースト（本役：壱城あずさ）
- 2017年7 - 8月、『阿弖流為-ATERUI-』（ドラマシティ・日本青年館） - 百済王俊哲
- 2017年9 - 12月、『ベルリン、わが愛』 - 新人公演：ヨーゼフ・ゲッベルス（本役：凪七瑠海）『Bouquet de TAKARAZUKA（ブーケ ド タカラヅカ）』
- 2018年2月、『うたかたの恋』 - エミール『Bouquet de TAKARAZUKA（ブーケ ド タカラヅカ）』（中日劇場）
- 2018年4 - 7月、『ANOTHER WORLD』 - 赤鬼赤三郎『Killer Rouge（キラー ルージュ）』
- 2018年8 - 11月、『Thunderbolt Fantasy（サンダーボルト ファンタジー）東離劍遊紀（とうりけんゆうき）』 - 丹衡（タンコウ）『Killer Rouge／星秀☆煌紅』（梅田芸術劇場・日本青年館・國家戯劇院・高雄市文化中心至徳堂）
- 2019年1 - 3月、『霧深きエルベのほとり』 - 警官『ESTRELLAS（エストレ―ジャス）〜星たち〜』
- 2019年5月、『鎌足-夢のまほろば、大和（やまと）し美（うるわ）し-』（ドラマシティ・日本青年館） - 勝麻呂／学徒
- 2019年7 - 10月、『GOD OF STARS -食聖-』 - シーク・ジャフーリ『Éclair Brillant（エクレール ブリアン）』
- 2019年11 - 12月、『ロックオペラ モーツァルト』（梅田芸術劇場・東京建物 Brillia HALL） - 市民／後見人
- 2020年2 - 3月、『眩耀（げんよう）の谷〜舞い降りた新星〜』 - 金光竜『Ray-星の光線-』（宝塚大劇場）
- 2020年7 - 9月、『眩耀（げんよう）の谷〜舞い降りた新星〜』 - 金光竜『Ray-星の光線-』（東京宝塚劇場）
- 2020年11月、『エル・アルコン-鷹-』 - エドリントン／マルティネス・ド・リカルド『Ray-星の光線-』（梅田芸術劇場）
- 2021年2 - 5月、『ロミオとジュリエット』
- 2021年7月、『マノン』（バウホール・KAAT神奈川芸術劇場） - ホアン 退団公演[3][4][5]